# Biscogniauxia viscosicentra
Biscogniauxia viscosicentra är en svampart. Biscogniauxia viscosicentra ingår i släktet Biscogniauxia och familjen kolkärnsvampar.

## Underarter
Arten delas in i följande underarter:
- macrospora
- viscosicentra